# 개릿 템플

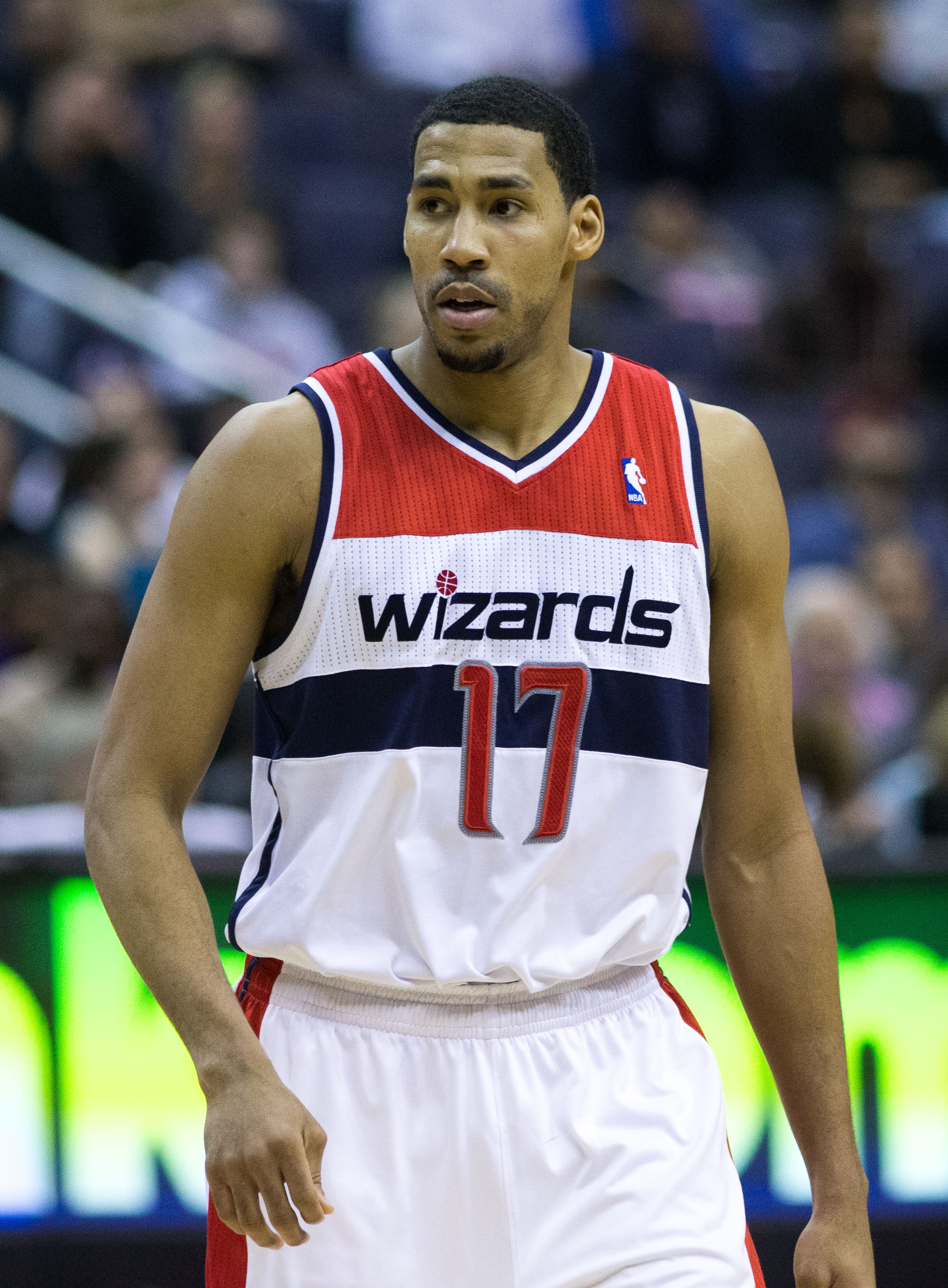
2013년 워싱턴 위저즈에서의 모습

개릿 템플(Garrett Temple, 본명: Garrett Bartholomew Temple, 1986년 5월 8일 ~ )은 NBA(전미 농구 협회)의 토론토 랩터스(Toronto Raptors)의 미국 프로 농구 선수이다. LSU 타이거즈에서 대학 농구를 했다.

## 고등학교 경력
템플은 루이지애나주 배턴루지에 있는 LSU 래버러토리 스쿨(LSU Laboratory School)에 다녔다. 4학년 때 평균 13.9득점, 7.4리바운드, 5.5어시스트를 기록하며 유니버시티 하이를 2004년 클래스 2A 주 챔피언십으로 이끌었다.
유니버시티 하이에서 템플은 육상 경기에도 참가했으며 멀리뛰기와 삼단뛰기 전문가였다.